# ATIS
Автоматична термінальна інформаційна система (Automatic terminal information service), або ATIS — постійно трансльований по радіо запис недирективної аеронавігаційної інформації у завантажених аеропортах. Трансляція ATIS містить загальну інформацію, наприклад, погодні умови, активні ЗПС, робочі підходи та іншу додаткову інформацію, що необхідна пілотам, наприклад, NOTAM. Пілоти зазвичай прослуховують доступні ATIS трансляції перед виходом на зв'язок з місцевим підрозділом АТС з метою зменшення навантаження на авіадиспетчерів та радіоефір.
Запис оновлюється через визначені проміжки або в разі суттєвих змін політної інформації, наприклад, зміна робочої ЗПС. Кожному запису присвоюється літера (наприклад, B, bravo) з абетки ІКАО. З кожним оновленням літера змінюється на наступну в абетці, починаючись з літери alpha після перерви в наданні сервісу протягом 12 чи більше годин. При виході на зв'язок з місцевим АТС, пілот зазначає в доповіді, що має «інформацію <літера>», де <літера> збігається з аналогічною в системі ATIS, трансляцію якої пілот щойно прослухав. Така процедура дозволяє диспетчеру переконатись в тому, що найактуальніші дані системи бортом отримані.

## Зразок повідомлень
| Параметри                     | Значення |
| ----------------------------- | --- |
| ATIS якого аеропорту          | Ґлостер (Фонетично GLOSTER) |
| Літера абетки ІКАО            | Quebec |
| Час (UTC)                     | 14:20 |
| ЗПС в роботі                  | 27 (270º) |
| Схема заходу (ЗА)             | Правобічна |
| Напрям і швидкість вітру      | 270º, 2 вузли |
| Видимість                     | 10 км і більше |
| Хмарність                     | Незначна на 2600 футах, суцільна на 4000 футів |
| Температура                   | 19° C |
| Точки роси                    | 13° C |
| QNH (Тиск на рівні моря)      | 1020 мБар |
| QFE (Тиск на рівні аеродрому) | 1017 мБар |
| Додаткова інформація          | При першому виході на зв'язок доповісти значення альтиметра. Діє процедура зменшення шуму. Частота вежі: 122,9 МГц (для злітаючих) Частота Підходу: 128,55 МГц (для прибуваючих) Неподалік аеродрому працюють планеристи. Доповісти отримання інформації Quebec |

## Системна реалізація
ATIS в аеропортах зазвичай функціонує на базі автоматичної голосової системи, що дозволяє диспетчерам у завантажених портах швидко формувати нові ATIS повідомлення (або це робиться автоматично комп'ютером, що здатен читати погодні параметри і динамічно генерувати частини повідомлення) замість довготривалого запису голосу. Однак в маленьких, менш завантажених портах з вежею така процедура може бути реалізована диспетчером і без комп'ютера. Більшість портів в певній країні мають однакову форму ATIS-повідомлень з тим же голосом.

## Технічне вирішення
ATIS системи бувають комплексні (solid-state) та комп'ютерні (PC-based). Комплексними є пристрої на базі мікроконтролера з інтегрованими голосовими синтезаторами та блоком обробки даних в одному корпусі. Комп'ютерні базуються на COTS-системах, в стійковій (rack-mounted) реалізації з кількома високопродуктивними звуковими картами.
Багато портів залучають в роботу системи цифрової Digital ATIS (D-ATIS). D-ATIS є текстовою, передаваною у цифровому вигляді системою зв'язку. Доступ здійснюється через систему комунікації типу ACARS і відображається на дисплеї в літаку, будучи вбудованою в авіоніку судна типу EFB або FMS.